# The Seafarers
The Seafarers – trzeci film Stanleya Kubricka, zrealizowany dla Seafarers International Union. Zrealizowany w czerwcu 1953 roku.
Film The Seafarers został wydany na DVD w 2008 roku.